# 蘇里南航空764號班機空難
蘇里南航空764號班機空難是蘇里南航空一班的來回阿姆斯特丹史基浦機場至約翰·阿道夫·彭格爾國際機場定期航班，1989年6月7日，一架道格拉斯DC-8客機墜毀於巴拉馬利波附近，造成176名乘客死亡。

## 飛機
這架四引擎道格拉斯DC-8飛機於1969年首次飛行，使用四台普惠JT3D-7引擎，為布蘭尼夫國際航空機隊的一員。國家運輸安全委員會顯示，雖然飛機在1979年發生小事故，但是沒有人員死亡。這架飛機被出售給蘇里南航空公司不久之後即發生空難。

## 原因
調查顯示，駕駛員培訓和判斷力顯著不足。他們故意使用不恰當的導航信號，並忽略飛機撞擊地面的警告。

## 乘客
機上乘客包括由在荷蘭效力的蘇里南足球運動員組成的“多彩十一人”（荷蘭語：Kleurrijk Elftal）隊中的十八人，他們預定前往蘇里南進行表演賽。